# Договор в Фонтенбло (1814)

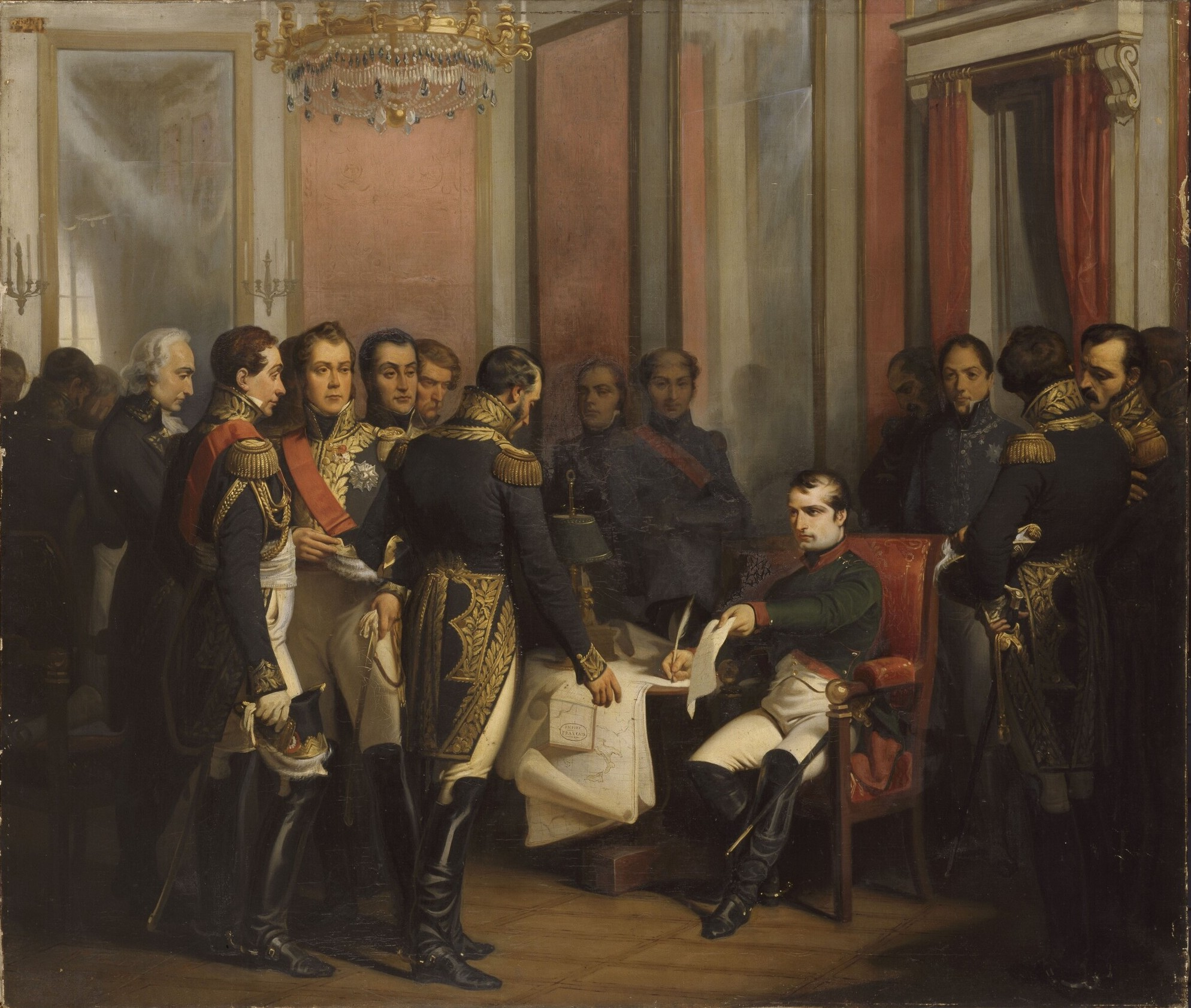
Отречение Наполеона. Художник Франсуа Бушо.

Фонтенблоский договор — соглашение, заключенное 11 апреля 1814 года во французском дворце Фонтенбло между Наполеоном Бонапартом и представителями Российской империи, Австрийской империи и Прусского королевства, в соответствии с которым союзники лишали Наполеона власти над Французской империей и отправляли его в изгнание на остров Эльба.

## Отречение Наполеона
После капитуляции Парижа, состоявшейся 31 марта 1814 года, в первых числах апреля Сенат Франции издал декрет о низложении Наполеона. 4 апреля 1814 года под давлением собственных маршалов Наполеон, находившийся во дворце Фонтенбло, написал заявление об условном отречении в пользу своего сына Наполеона II под регентством жены Марии-Луизы, однако союзники не приняли предложенные условия отречения.
По настоянию императора Александра I, 6 апреля 1814 года Наполеон написал акт отречения за себя и своих наследников от престола Франции. В тот же день Сенат провозгласил королём Людовика XVIII.

## Условия Фонтенблоского договора

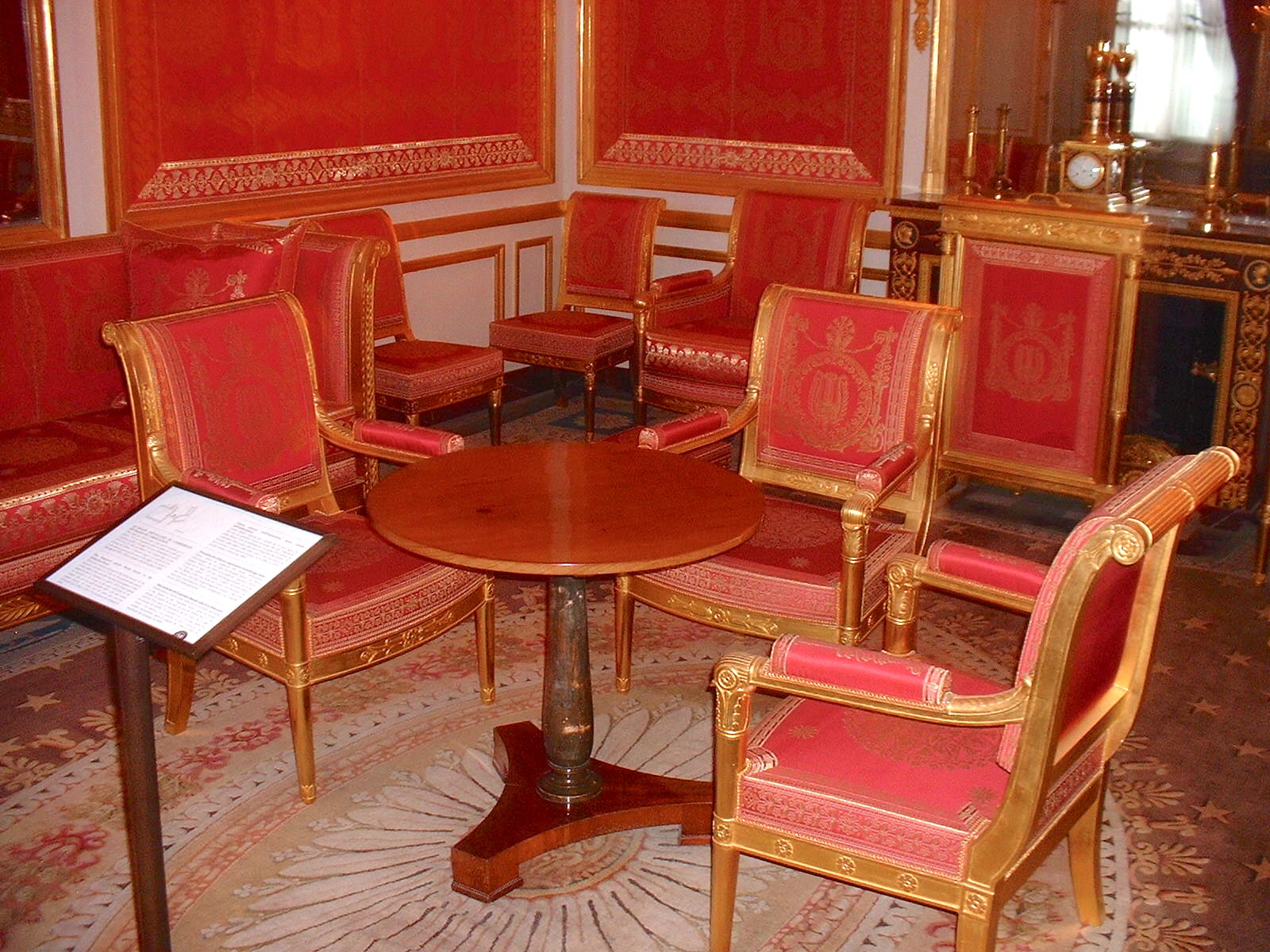
Комната во дворце Фонтенбло, где был подписан договор

Согласование условий отречения Наполеона продолжалось представителями России, Пруссии, Австрии, Венгрии и Богемии до 11 апреля 1814 года. Окончательный текст документа состоял из 21 статьи. 
Согласно договору, Наполеон и Мария-Луиза сохраняли титулы императора и императрицы, но лишались власти над Францией. Их наследникам также запрещалось претендовать на французскую корону.
Во владение Наполеону передавался остров Эльба, суверенитет которого гарантировался союзными державами, с правом содержать при себе личную охрану в количестве не более 400 человек. Мария-Луиза получила в суверенное владение итальянские герцогства Парму, Пьяченцу и Гуасталлу, её мужской потомок мог унаследовать титул.
Недвижимое имущество Наполеона во Франции и коронные драгоценности передавались Королевству Франции.

## Особое мнениеВеликобритании
Британские представители отказались подписать соглашение, так как оно признавало легитимность применения к Наполеону императорского титула, тогда как король Великобритании рассматривал его в качестве узурпатора. Кроме того, по мнению британского правительства, остров Эльба не подходил в качестве места ссылки, поскольку находился слишком близко к берегам Франции и Италии, где Наполеон располагал значительным количеством сторонников.